# صوفي جروبول
صوفي جروبول هي ممثلة دنماركية ولدت في 30 يوليو 1968.